# Chideock
Chideock – wieś w Anglii, w hrabstwie Dorset. Leży 28 km na zachód od miasta Dorchester i 208 km na południowy zachód od Londynu.